# Never Be the Same Tour
Never Be the Same Tour foi a primeira turnê solo da cantora e compositora cubana Camila Cabello. 
A turnê foi anunciada no dia 14 de fevereiro de 2018 com o objetivo de promover seu primeiro álbum solo Camila (2018). Teve Inicio no dia 09 de Abril de 2018 em Vancouver, Canadá e teve o seu Termino no dia 05 de Março de 2019 no Texas.

## Antecedentes
Em dezembro de 2017, algumas semanas antes do lançamento de seu álbum de estréia Camila, disse que tinha intenção de embarcar em uma turnê mundial no início de 2018. Em 9 de fevereiro de 2018, a cantora postou um pequeno vídeo preto e branco em suas redes sociais inicialmente foram criadas expectativas que seria o vídeo musical do segundo single do seu álbum, "Never Be the Same". Posteriormente foi revelado que o vídeo fazia parte da divulgação da sua primeira turnê.
Em 14 de fevereiro de 2018, como presente do Dia de São Valentim, Cabello publicou o cartaz oficial da turnê, onde as primeiras 20 datas da turnê, 16 na América do Norte e 4 na Europa. Os ingresso para essas datas foram colocados a venda no dia 16 de fevereiro. Em 16 de Fevereiro, uma nova data em Los Angeles foi adicionado para o dia 15 abril devido à alta demanda. Apenas um dia depois, Cabello anunciou que todos os ingressos para a etapa norte-americana da turnê estavam esgotados. Em 28 de fevereiro, Cabello anunciou através de suas redes sociais, 5 novas datas na Europa, em cidades como Paris, Madrid e Barcelona. Estes bilhetes foram colocados à venda no dia 2 de março. No dia 16 de março Camila anunciou nas suas redes sociais que os ingressos para essas datas também estavam esgotados.

## Repertório
O repertório abaixo é constituído do primeiro concerto da turnê, realizado em 9 de abril de 2018 em Vancouver, não sendo representativo de todas as apresentações.
1. "Never Be the Same"
2. "She Loves Control"
3. "Inside Out"
4. "Bad Things"
5. "Can't Help Falling in Love"
6. "Consequences"
7. "All These Years"
8. "Somenthing's Gotta Give"
9. "Scar Tissue"
10. "In the Dark"
11. "Real Friends"
12. "Know No Better"
13. "Crown"
14. "Into It"
15. "Sangria Wine"
16. "Havana"

Cabello fez dueto com convidados musicais em algumas datas da turnê.
- 15 de abril — Los Angeles: "Sangria Wine" com Pharrell Williams.
- 12 de junho — Londres: "Rockabye" com Anne-Marie.
- 27 de junho — Madrid: "Bulería" com David Bisbal.
- 24 de setembro — Cidade do México: "Entra en mi Vida" com Noel Schajris; "¡Corre!" com Jesse & Joy.
- 14 de outubro — São Paulo: "Paradinha" e "Real Friends" com Anitta.

## Datas
| Data                    | Cidade           | País                   | Local                               | Atos de abertura | Público                | Receita          |
| América do Norte        | América do Norte | América do Norte       | América do Norte                    | América do Norte | América do Norte       | América do Norte |
| ----------------------- | ---------------- | ---------------------- | ----------------------------------- | ---------------- | ---------------------- | ---------------- |
| 9 de abril de 2018      | Vancouver        | Canadá                 | Orpheum Theatre                     | Bazzi            | N/A                    | N/A              |
| 10 de abril de 2018     | Seattle          | Estados Unidos         | Paramount Theatre                   | Bazzi            | N/A                    | N/A              |
| 11 de abril de 2018     | Portland         | Estados Unidos         | Arlene Schnitzer Concert Hall       | Bazzi            | N/A                    | N/A              |
| 13 de abril de 2018     | Oakland          | Estados Unidos         | Fox Oakland Theatre                 | Bazzi            | 2,828 / 2,828 (100%)   | US$ 118,415      |
| 14 de abril de 2018     | Los Angeles      | Estados Unidos         | Hollywood Palladium                 | Bazzi            | N/A                    | N/A              |
| 15 de abril de 2018     | Los Angeles      | Estados Unidos         | Hollywood Palladium                 | Bazzi            | N/A                    | N/A              |
| 18 de abril de 2018     | Denver           | Estados Unidos         | Paramount Theatre                   | Loote            | N/A                    | N/A              |
| 20 de abril de 2018     | Minneapolis      | Estados Unidos         | State Theatre                       | Bazzi            | N/A                    | N/A              |
| 21 de abril de 2018     | Milwaukee        | Estados Unidos         | Riverside Theater                   | N/A              | N/A                    | N/A              |
| 22 de abril de 2018     | Chicago          | Estados Unidos         | Riviera Theatre                     | Bazzi            | 2.540 / 2.540 (100%)   | US$ 97,790       |
| 24 de abril de 2018     | St. Louis        | Estados Unidos         | The Pageant                         | Bazzi            | N/A                    | N/A              |
| 25 de abril de 2018     | Detroit          | Estados Unidos         | The Fillmore Detroit                | Bazzi            | N/A                    | N/A              |
| 27 de abril de 2018     | Toronto          | Canadá                 | Sony Centre for the Performing Arts | Bazzi            | N/A                    | N/A              |
| 28 de abril de 2018     | Montreal         | Canadá                 | M Telus                             | Bazzi            | 2,196 / 2,196 (100%)   | US$ 80,223       |
| 29 de abril de 2018     | Boston           | Estados Unidos         | Orpheum Theatre                     | Bazzi            | N/A                    | N/A              |
| 1º de maio de 2018      | Filadélfia       | Estados Unidos         | The Fillmore Philadelphia           | Bazzi            | N/A                    | N/A              |
| 4 de maio de 2018       | Nova Iorque      | Estados Unidos         | Terminal 5                          | Bazzi            | N/A                    | N/A              |
| Europa e Reino Unido    |                  |                        |                                     |                  |                        |                  |
| 5 de junho de 2018      | Glasgow          | Escócia                | O2 Academy Glasgow                  | Drax Project     | N/A                    | N/A              |
| 6 de junho de 2018      | Birmingham       | Inglaterra             | O2 Academy Birmingham               | Drax Project     | N/A                    | N/A              |
| 12 de junho de 2018     | Londres          | Inglaterra             | O2 Brixton Academy                  | Drax Project     | N/A                    | N/A              |
| 13 de junho de 2018     | Amsterdã         | Países Baixos          | AFAS Live                           | Drax Project     | N/A                    | N/A              |
| 18 de junho de 2018     | Berlim           | Alemanha               | Tempodrom                           | Drax Project     | N/A                    | N/A              |
| 20 de junho de 2018     | Paris            | França                 | Sala Pleyel                         | Drax Project     | N/A                    | N/A              |
| 26 de junho de 2018     | Barcelona        | Espanha                | Sant Jordi Club                     | Drax Project     | N/A                    | N/A              |
| 27 de junho de 2018     | Madrid           | Espanha                | WiZink Center                       | Drax Project     | N/A                    | N/A              |
| América do Norte        |                  |                        |                                     |                  |                        |                  |
| 30 de julho de 2018     | Atlantic City    | Estados Unidos         | Borgata Events Center               | Alec Benjamin    | N/A                    | N/A              |
| 31 de julho de 2018     | Uncasville       | Estados Unidos         | Mohegan Sun Arena                   | Alec Benjamin    | 5,839 / 6,139 (95%)    | US$ 258,281      |
| 24 de setembro de 2018  | Cidade do México | México                 | Palacio de los Deportes             | Mau y Ricky      | 10,884 / 10,918 (99%)  | US$ 721,970      |
| 25 de setembro de 2018  | Guadalajara      | México                 | Auditorio Telmex                    | Mau y Ricky      | N/A                    | N/A              |
| 27 de setembro de 2018  | Monterrey        | México                 | Auditorio Citibanamex               | Mau y Ricky      | N/A                    | N/A              |
| América do Sul          |                  |                        |                                     |                  |                        |                  |
| 11 de outubro de 2018   | Porto Alegre     | Brasil                 | Pepsi On Stage                      | N/A              | 10,268 / 10,268 (100%) | N/A              |
| 13 de outubro de 2018   | Uberlândia       | Brasil                 | Arena Sabiazinho                    | N/A              |                        | N/A              |
| 14 de outubro de 2018   | São Paulo        | Brasil                 | Allianz Parque                      | N/A              |                        | N/A              |
| 16 de outubro de 2018   | Curitiba         | Brasil                 | Pedreira Paulo Leminski             | N/A              |                        | N/A              |
| 18 de outubro de 2018   | Santiago         | Chile                  | Movistar Arena                      | Denise Rosenthal |                        | N/A              |
| 20 de outubro de 2018   | Buenos Aires     | Argentina              | DirecTV Arena                       | Lali Espósito    |                        | N/A              |
| América do Norte        |                  |                        |                                     |                  |                        |                  |
| 23 de outubro de 2018   | San Juan         | Porto Rico             | José Miguel Agrelot Coliseum        | Raquel Sofía     | N/A                    | N/A              |
| 6 de fevereiro de 2019  | Los Angeles      | Estados Unidos         | Orpheum Theatre                     | N/A              | 2,000 / 2,000 (100%)   | N/A              |
|                         |                  |                        | Ásia                                |                  |                        |                  |
| 15 de fevereiro de 2019 | Dubai            | Emirados Árabes Unidos | Dubai Media City                    | N/A              | N/A                    | N/A              |
|                         |                  |                        | América do Norte                    |                  |                        |                  |
| 05 de março de 2019     | Texas            | Estados Unidos         | NRG Stadium                         | N/A              | 55,001 / 55,001 (100%) | N/A              |